# Tyringham (Massachusetts)
Pour les articles homonymes, voir Tyringham.
Tyringham est une ville du Comté de Berkshire dans l’État du Massachusetts.
Elle a été incorporée en 1762.
Sa population était de 427 habitants en 2020.